# РД-0110
РД-0110, РД-461 (Індекс ГРАУ — 11Д55) — чотирикамерний рідинний ракетний двигун, що працює на гасі і рідкому кисні. Створений в конструкторському бюро хімавтоматики, використовується на третьому ступені ракет-носіїв «Союз» і «„Молнія-М“» (Блок І).

## Історія
Сімейство двигунів РД-0107, РД-0108 та РД-0110 створювалося на базі відпрацьованого ракетного двигуна РД-0106, який використовувався на другому ступені міжконтинентальної балістичної ракети Р-9А. Провідним конструктором цих двигунів був Я. І. Гершкович. РД-0110 став останнім і найдосконалішим в сімействі, його розробка почалася 1963, перші льотні випробування відбулись1965, а 1967 почалось серійне виробництво.
Виготовляється РД-0110 на Воронезькому механічному заводі.